# Одесса (фильм, 1935)
«Одесса» — советский документальный фильм 1935 года, снятый французским режиссёром Жаном Лодсом по сценарию Исаака Бабеля.

## Сюжет
Фильм рассказывает об истории и развитии города Одесса, его достопримечательностях и жизни современников.
Последняя — постановочная сцена фильма на Потемкинской лестнице — явный парафраз последней сцены фильма «Броненосец „Потёмкин“».
Текст за кадром читает Исаак Бабель.

## О фильме
Режиссер фильма — Жан Лодс (Jean Lods, 1903−1974)— из Франции, племянник известного теоретика кино Леона Муссинака.
Фильм считался утраченным, но в 2001 году негатив фильма был обнаружен в Российском государственном архиве кинофотодокументов.
В 2015 году фильм был показан в рамках внеконкурсной ретроспективной программы 6-го Одесского международного кинофестиваля.